# 가고시마역
가고시마역(일본어: 鹿児島駅)은 일본 가고시마현 가고시마시에 있는 규슈 여객철도의 역이다. 역 앞에 있는 가고시마 역 앞 전차 정류장에 대해서도 기술한다. 규슈 여객철도 가고시마 본선과 닛포 본선의 종점이며, 모든 열차가 정차한다. 섬식 승강장 2면 4선의 구조를 가진 교상역이다.

## 타는 곳

### 규슈 여객철도
| 2 | ■ 가고시마 본선         |  | 가고시마추오 · 이주인 · 센다이 방면          | 닛포 본선 부터의 직통열차 |
| 3 | ■ 가고시마 본선         |  | 가고시마추오 · 이주인 · 센다이 방면          | 이 역 발착 열차           |
| 3 | ■ 이부스키마쿠라자키 선 |  | 가고시마추오 · 기이레 · 마쿠라자키 방면      |                           |
| 4 | ■ 닛포 본선             |  | 하야토 · 고쿠부 · 미야코노조 · 미야자키 방면 |                           |

### 가고시마 시 교통국
가고시마 시 교통국 전차 정류장의 경우, 터미널식 승강장 3면 3선의 구조를 지닌 지상역이다.

#### 승강장
- 1계통 : 덴몬칸 - 고쓰쿄쿠 - 고리모토 - 다니야마 방면
- 2계통 : 덴몬칸 - 가고시마추오 - 고리모토 방면

## 이용 현황
| 연도     | 하루 평균 승차 인원 |
| 2000년도 | 1,967               |
| 2001년도 | 2,008               |
| 2002년도 | 2,016               |
| 2003년도 | 2,000               |
| 2004년도 | 1,869               |
| 2005년도 | 1,792               |
| 2006년도 | 1,723               |
| 2007년도 | 1,658               |
| 2008년도 | 1,663               |
| 2009년도 | 1,655               |
| -------- | ------------------- |

## 역 주변
- 가고시마 시청
- 가고시마 항
- NHK 가고시마 방송국
- 국토교통성 가고시마 국도 사무소
- 가고시마 현민 교류센터 · 현정 기념관
- 가고시마 지방 재판소
- 가고시마 지방 검찰청
- 농림수산성 가고시마 농정 사무소
- 가고시마 현 합동 청사
- 가고시마 시 소방국 · 보건복지 플라자

## 인접 정차역
| 규슈 여객철도 가고시마 본선 | 규슈 여객철도 가고시마 본선 | 규슈 여객철도 가고시마 본선 |
| --------------------------- | --------------------------- | --------------------------- |
| 가고시마 중앙 센다이 방면   | ■ 가고시마 본선             | 시·종착역                   |
| 규슈 여객철도 닛포 본선     |                             |                             |
| 센간엔 노베오카 방면        | ■ 가고시마 본선             | 가고시마추오 방면           |